# Olmi-Cappella
Olmi-Cappella (korziško Olmi è Cappella) je naselje in občina v francoskem departmaju Haute-Corse regije - otoka Korzika. Leta 1999 je naselje imelo 183 prebivalcev.

## Geografija
Kraj leži v severozahodnem delu otoka Korzike znotraj naravnega regijskega parka Korzike, 77 km jugozahodno od središča Bastie.

## Uprava
Občina Olmi-Cappella skupaj s sosednjimi občinami Algajola, Aregno, Avapessa, Belgodère, Cateri, Costa, Feliceto, Lavatoggio, Mausoléo, Muro, Nessa, Novella, Occhiatana, Palasca, Pioggiola, Speloncato, Vallica in Ville-di-Paraso sestavlja kanton Belgodère s sedežem v Belgodèru. Kanton je sestavni del okrožja Calvi.

## Zanimivosti
- baročna župnijska cerkev sv. Nikolaja iz konca 16. stoletja,
- kapela La Casazza,
- neoloitsko najdišče Escita severno od vasi,
- gozd forêt de Tartagine-Melaja.